# بيرند تاوبر
بيرند تاوبر (بالألمانية: Bernd Tauber)‏ (و. 1950 – م) هو ممثل، وممثل مسرحي، وممثل أفلام من ألمانيا. ولد في غوبينغن.

## وصلات خارجية
- بيرند تاوبر على موقع IMDb (الإنجليزية)
- بيرند تاوبر على موقع ألو سيني (الفرنسية)
- بيرند تاوبر على موقع ميوزك برينز (الإنجليزية)
- بيرند تاوبر على موقع أول موفي (الإنجليزية)
- بيرند تاوبر على موقع قاعدة بيانات الأفلام السويدية (السويدية)
- بيرند تاوبر على موقع ديسكوغز (الإنجليزية)
- بيرند تاوبر على موقع قاعدة بيانات الفيلم (الإنجليزية)
- بيرند تاوبر على موقع كينوبويسك (الروسية)